# Bernadette Kerschler

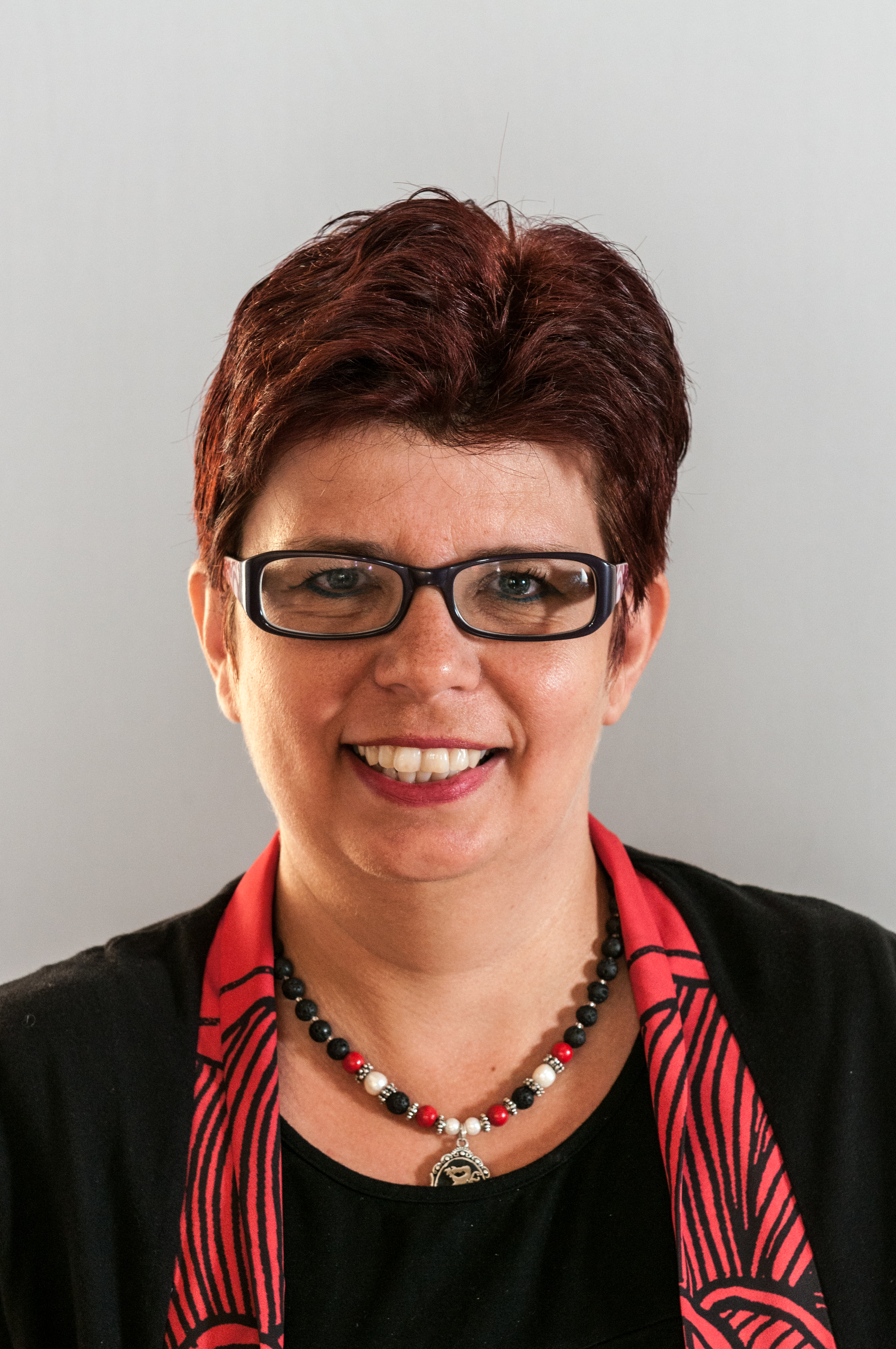
Bernadette Kerschler, 2015

Bernadette Kerschler (* 25. Mai 1974 in Wagna) ist eine österreichische Politikerin der SPÖ. Sie war vom 16. Juni 2015 bis zum 18. Dezember 2024 Abgeordnete zum Steiermärkischen Landtag. Im Landtag war sie Wirtschaftssprecherin der SPÖ. Seit dem 18. Dezember 2024 ist sie vom Landtag Steiermark entsandtes Mitglied des Bundesrates.

## Politische Laufbahn
Kerschler war bis zur Auflösung der selbständigen Gemeinde Kaindorf an der Sulm mit 31. Dezember 2014 im Gemeinderat von Kaindorf als Fraktionssprecherin der SPÖ in den Ausschüssen für Bildung, Soziales, Kultur und Sport tätig.
Am 9. April 2015 wurde Kerschler von den Delegierten des Wahlkreises Weststeiermark als Nachfolgerin von Detlef Gruber für die Landtagswahl 2015 an die zweite Stelle hinter Karl Petinger gewählt.
Trotz des schlechten Abschneidens der SPÖ bei der Landtagswahl 2015 schaffte Kerschler mit einem Direktmandat den Einzug in den Landtag. Kerschler wurde am 16. Juni 2015 als Abgeordnete angelobt. Im Landtag will sich Kerschler hauptsächlich den Themen Bildung, Familie und Soziales und Wirtschaft annehmen.

## Ausbildung und Beruf
Kerschler absolvierte ein Studium der Volkswirtschaftslehre an der Universität Graz und schloss dieses erfolgreich als Magistra mit einer Diplomarbeit am Institut für Finanzwissenschaft ab.
Beruflich ist Kerschler beim Zentrum für Ausbildungs-Management Steiermark GmbH in der Regionalstelle Leibnitz/Radkersburg als Bildungsberaterin und Trainerin tätig.

## Privates
Bernadette Kerschler ist mit Dietmar Piskar-Kerschler verheiratet, der ebenfalls politisch aktiv ist und bis 31. Dezember 2014 im Gemeindevorstand von Kaindorf an der Sulm als Gemeindekassier tätig war. Sie ist Mutter zweier Kinder.